# Rijnverdrag
Het Rijnverdrag (voluit: Verdrag inzake de Bescherming van de Rijn) is een verdrag dat werd getekend in 1999 door de zes landen van de ICBR. Het verdrag verving het Rijnchemieverdrag van 1967.

## Inhoud
In het verdrag wordt samengevat dat ondergetekenden de volgende doelen moeten nastreven:
- Ondertekenaars hebben formeel bevestigd duurzame ontwikkeling van het ecosysteem van de Rijn.
- Ondertekenaars hebben formeel bevestigd veilig stellen van het gebruik van Rijnwater voor de drinkwatervoorziening in de toekomst.
- Ondertekenaars hebben formeel bevestigd verbetering van de kwaliteit van het sediment uit de Rijn, opdat baggerspecie elders zonder schade kan worden gestort of verspreid.
- Ondertekenaars hebben formeel bevestigd geïntegreerde hoogwaterpreventie en –bescherming, rekening houdend met ecologische randvoorwaarden.
- Ondertekenaars hebben formeel bevestigd vermindering van de verontreiniging van de Noordzee.